# Južnoafrički galeb
Južnoafrički galeb (latinski: Chroicocephalus hartlaubii) je mali galeb. Prije se smatralo da je podvrsta australskog galeba (C. novaehollandiae), i, kao što je slučaj s mnogim galebovima, isprva se svrstavao u rod Larus, ali danas je u rodu Chroicocephalus. Specifični naziv je dobio u znak sjećanja na njemačkoga liječnika i zoologa Gustava Hartlauba.

## Opis
Dug je 36–38 cm. To je uglavnom bijeli galeb sa sivim leđima i gornjim dijelom krila, crnim vrhovima krila s uočljivim bijelim "ogledalima", te tamnocrvenim kljunom i nogama. Tijekom razmnožavanja ima vrlo blijedu kapuljaču sive boje lavande, ali inače ima običnu bijelu glavu. Spolovi su slični. Ova se vrsta razlikuje od malo većeg sivoglavog galeba po tanjem, tamnijem kljunu, dublje crvenim nogama, blijeđoj, jednostavnijoj glavi i tamnim očima. Za postizanje zrelosti potrebne su dvije godine. Mlade ptice imaju smeđu traku preko krila. Razlikuju se od sivoglavih galebova iste dobi po tome što im nedostaje crna završna traka na repu, ima manje tamna područja na krilima, tamnije noge i bijelu glavu.

## Rasprostranjenost i stanište
Galeb je neseleći gnjezdeći endemski stanovnik obale Atlantskog oceana Južne Afrike i Namibije. Iako je pretežno obalna ili estuarijska vrsta, nije pučinska vrsta i rijetko se može vidjeti u moru daleko od kopna. Otprilike polovica ukupne populacije, trenutno se procjenjuje na oko 30 000 ptica, živi u području Kaapstada. Dobro se prilagodio ljudima i može postati vrlo pitom u blizini nastambi. Iako je to relativno rijetka vrsta, otprilike deseta najrjeđa od pedesetak vrsta galebova na svijetu, česta je u svom području rasprostranjenja i u Cape Townu se općenito smatra smetnjom jer prlja zgrade i kupa se u gradskim jezercima. Ponekad je to predstavljalo opasnost za zrakoplove u blizini zračnih luka.

## Ponašanje
Kao i većina galebova, južnoafrički galeb je vrlo društven zimi, kako tijekom hranjenja tako i u večernjim skloništima. Bučna je vrsta, posebno u jatima. Zov je bučan kaaarrh poput vrane. Ova je vrsta često predmet pritužbi zbog buke koju stvara u gradskim sredinama.

### Razmnožavanje
Razmnožava se u velikim kolonijama, a glavna za područje Cape Towna nalazi se na otoku Robben. Odrasle jedinke lete na kopno kako bi pronašle hranu za svoje piliće, povratno putovanje dugo je oko 24 km.

#### Prehrana
Svejed je poput većine galebova iz roda Larus. Lovi i hrani se ostatcima, a sitni plijen često traži gacajući u plitkoj vodi.

## Vanjske poveznice
- Atlas južnoafričkih ptica

### Ostali projekti
|  | Zajednički poslužitelj ima stranicu o temi Chroicocephalus hartlaubii    |
|  | Zajednički poslužitelj ima još gradiva o temi Chroicocephalus hartlaubii |
|  | Wikivrste imaju podatke o taksonu Chroicocephalus hartlaubii             |